# Stuthof
Stuthof ist ein Ortsteil von Rostock. Er liegt im Nordosten östlich vom Breitling im Stadtbereich Rostock-Ost, der insgesamt sehr ländlich geprägt ist. Stuthof liegt am südwestlichen Rand der Rostocker Heide. Zum Ortsteil Stuthof gehört Schnatermann, eine frühere Försterei und jetziges Ausflugslokal am Breitling.

## Geschichte
Alte Landkarten erwähnen eine Ansiedlung der stüdthoff, was als Bezug zur Pferdezucht angesehen wird.
Im Jahr 1769 wird Stuthof als Besitz der Stadt Rostock erwähnt.
Der Ort wird 1868 als eine „Kämmerei“ genannt. Der Hof war damals verpachtet, in Stuthof gab es eine Schule für die Kinder des Ortes und aus Jürgeshof.
Bis 1922 bildete Stuthof gemeinsam mit Jürgeshof, Schnatermann und Purkshof eine Landgemeinde. Danach kamen Jürgeshof und Purkshof zur Gemeinde Mittel-Rövershagen (damalige Bezeichnung für den zentralen Teil von Rövershagen). Dafür wurde Niederhagen, vor 1922 und nach 1950 Ortsteil von Rövershagen, der Gemeinde Stuthof zugeschlagen. Schnatermann kam zwei Jahre später zur Stadt Rostock.
Im Jahr 1930 hatte Stuthof 73 Einwohner, im Ortsteil Niederhagen lebten 96 Personen.
1950 wurde Stuthof nach Rostock eingemeindet.

## Freizeit und Erholung
Ausflugsziele sind der Reiterhof in Stuthof sowie der Schnatermann, ein im Wald befindliches Hotel-Restaurant mit Außenbereich und Hafen für Rundfahrten per Boot.

## Verkehr
Stuthof liegt nördlich der Landesstraße 22 und ist mit den Rostocker Buslinien 16 und 18 zu erreichen. In der Sommersaison verkehrten Ausflugsschiffe von Schnatermann nach Warnemünde und Markgrafenheide.